# Robertia taraxacoides
La costolina appenninica (nome scientifico  Robertia taraxacoides   (Loisel.) DC., 1815) è una specie di pianta angiosperma dicotiledone della famiglia delle Asteraceae.  Robertia taraxacoides è anche l'unica specie del genere Robertia DC., 1815 .

## Etimologia
Il nome del genere (Robertia) è stato dato in onore del farmacista e botanico francese Gaspard Nicolas Robert (1776 - 1857). L'epiteto specifico (taraxacoides) significa "simile al Taraxacum").
Il nome scientifico della specie è stato definito dai botanici Jean Louis Auguste Loiseleur-Deslongchamps (1774-1849) e Augustin Pyramus de Candolle (1778-1841) nella pubblicazione " Flore Francaise, ou Descriptions Succinctes de Toutes les Plantes qui Croissent Naturellement en France" (Fl. Franc. [de Candolle & Lamarck], ed. 3. 6: 453) del 1815. Il nome scientifico del genere è stato definito nella stessa pubblicazione.

## Descrizione

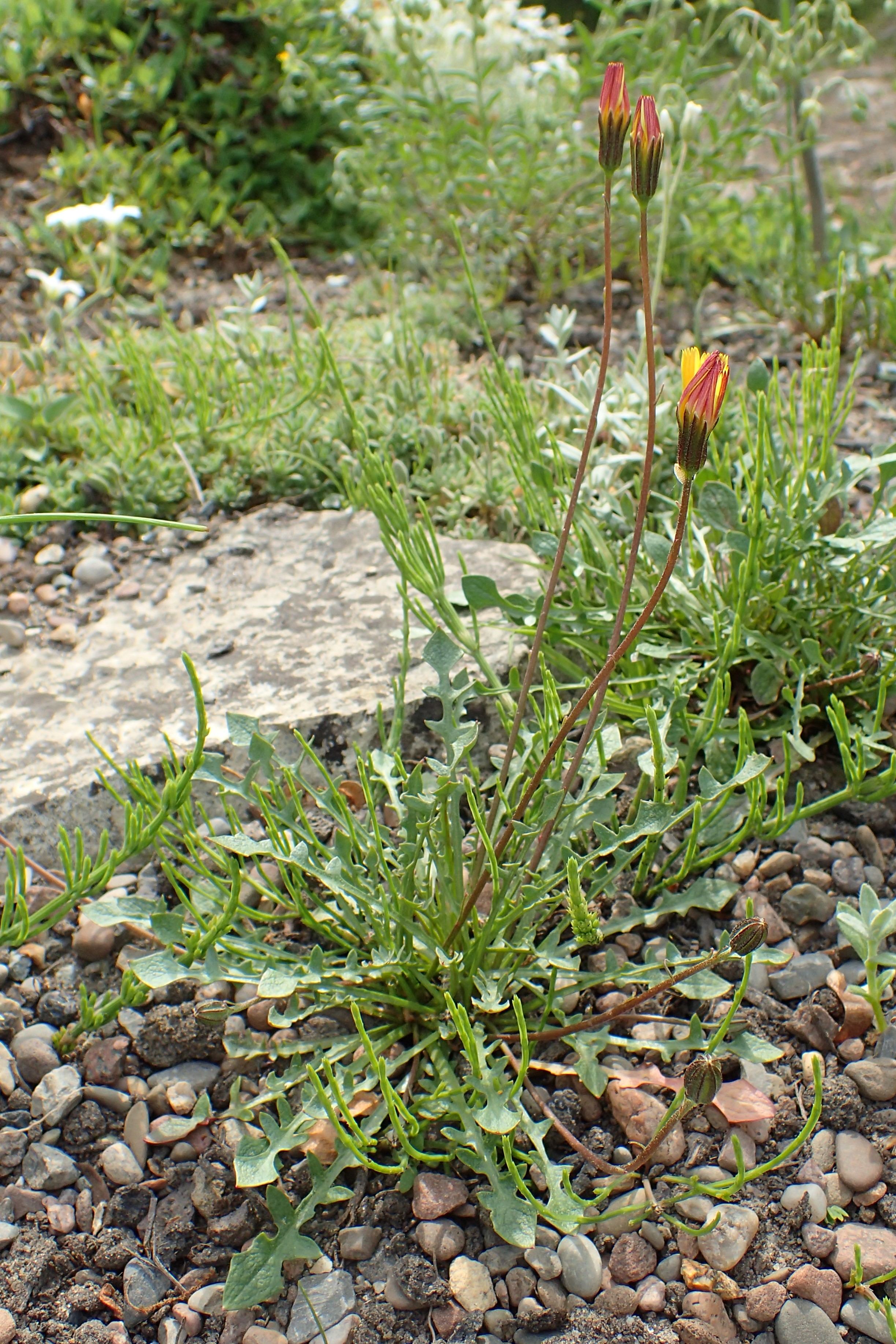
Il portamento

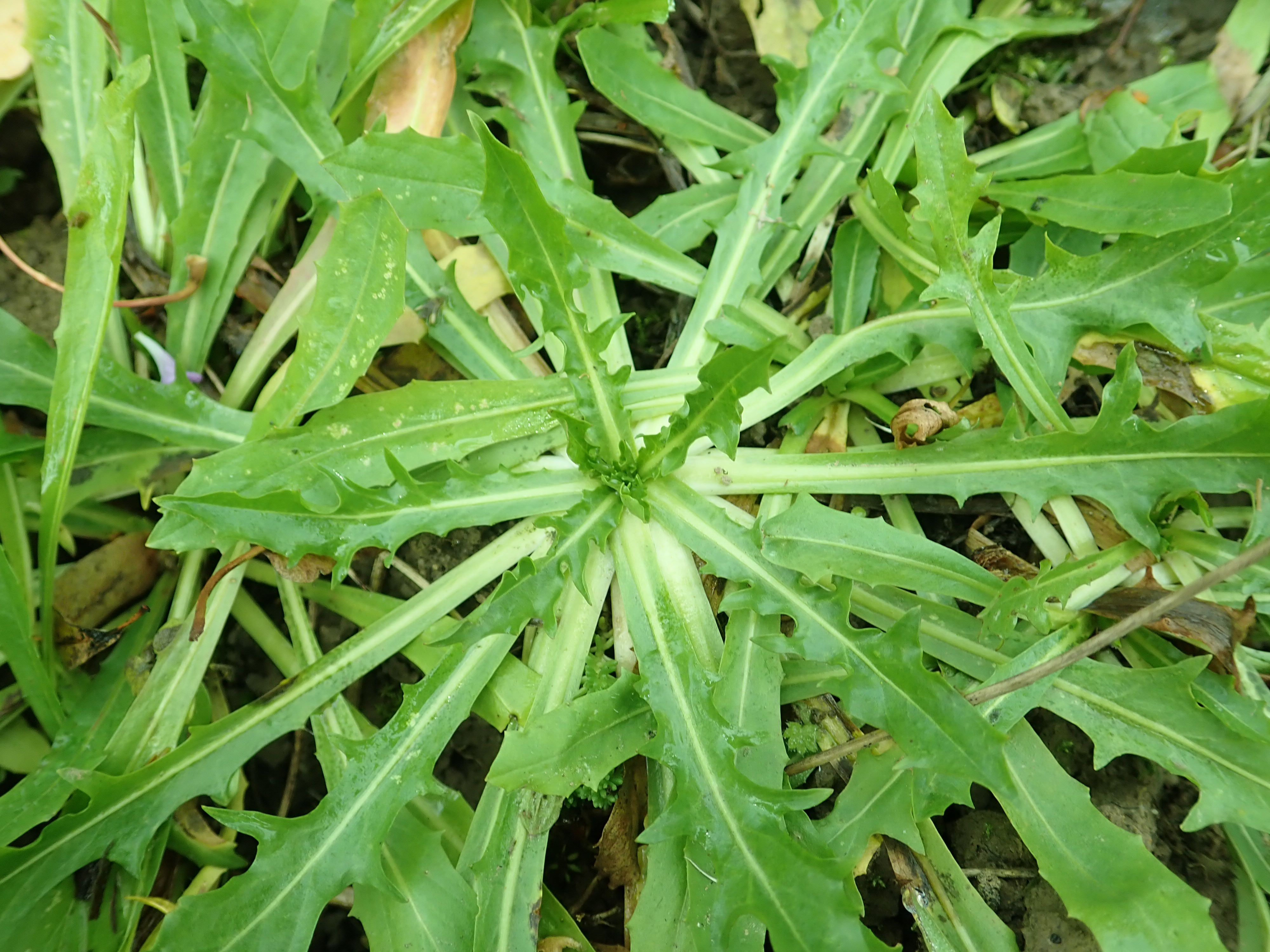
Le foglie

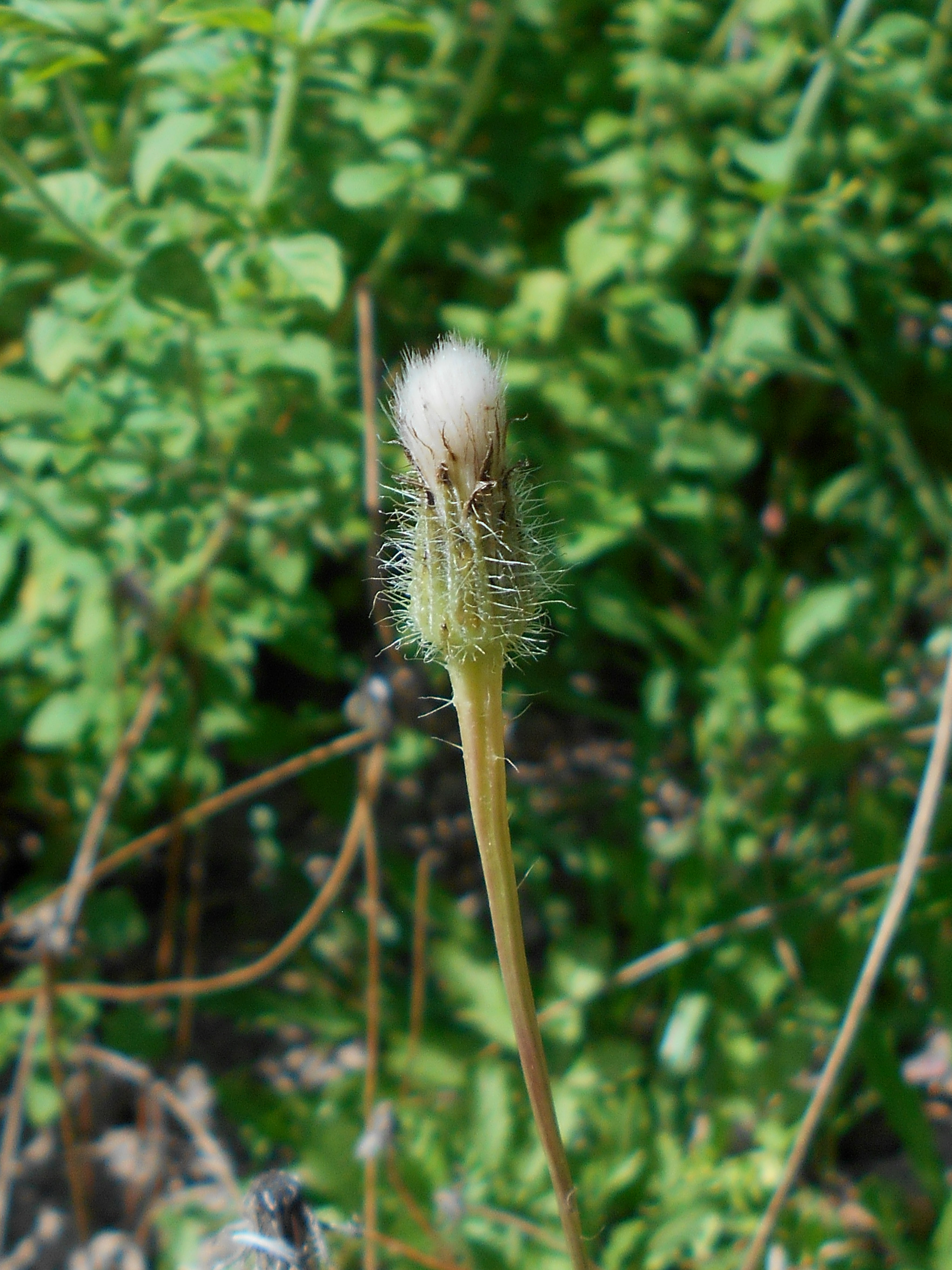
Infiorescenza

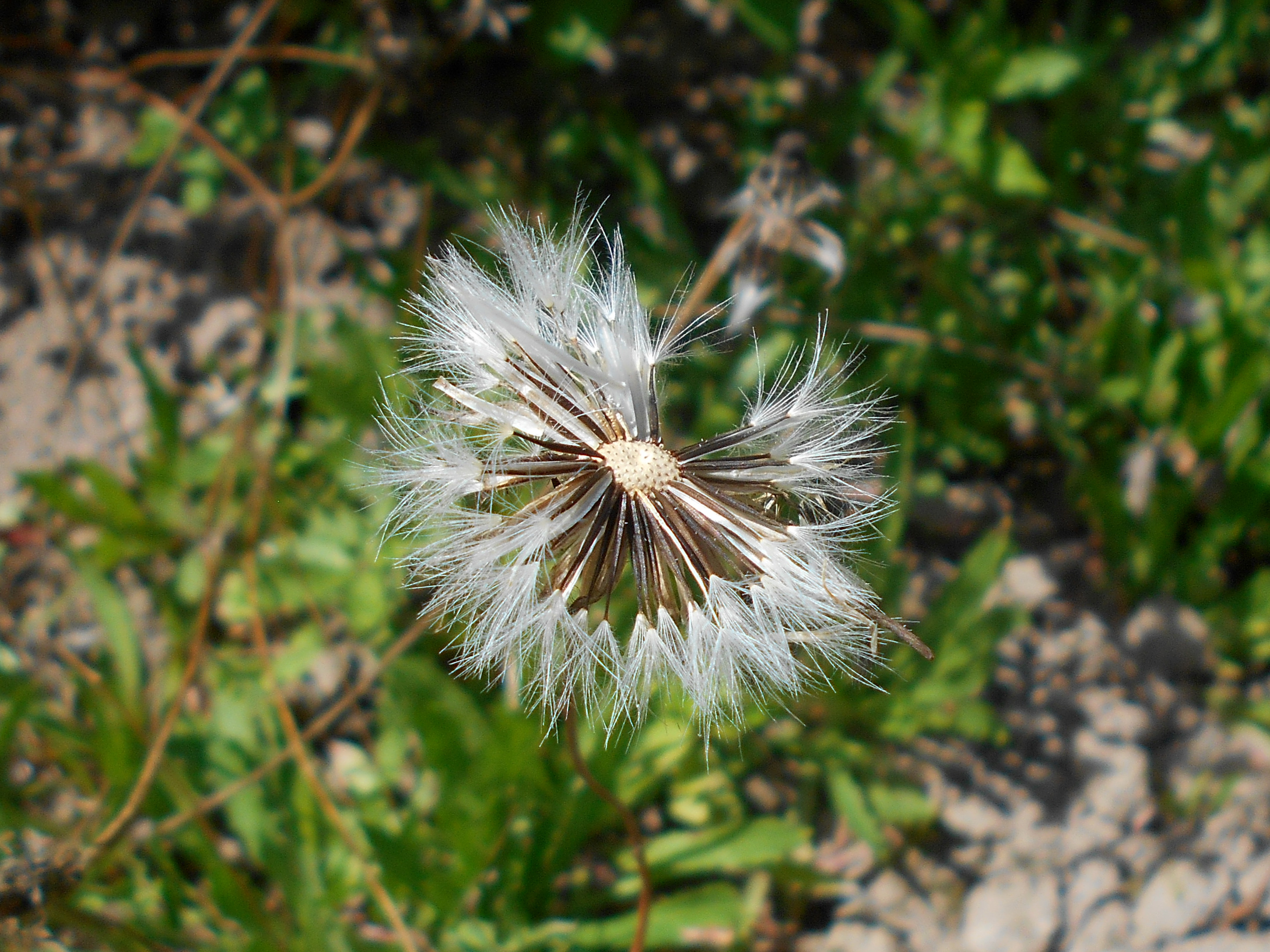
Il pappo

Habitus. Robertia taraxacoides è una pianta non molto alta con fusti in genere eretti e ascendenti. La forma biologica è emicriptofita rosulata (H ros), ossia in generale sono piante erbacee, a ciclo biologico perenne, con gemme svernanti al livello del suolo e protette dalla lettiera o dalla neve e hanno le foglie disposte a formare una rosetta basale. Tutte le pati della pianta sono provviste di latice.
Fusto. Gli scapi fiorali sono ascendenti, numerosi e più o meno afilli; possono originare direttamente dal rizoma. La superficie è glabra o più o meno pubescente. Le radici in genere sono di tipo fittonante ingrossate. Questa pianta arriva ad una altezza di 8 – 15 cm.
Foglie. Sono presenti sia foglie delle rosette basali che cauline con disposizione alterna. Le lamine hanno delle forme da obovate a lineari-spatolate di tipo pennatosetto con segmenti laterali acuti e quello apicale ovato. Le foglie cauline (una o due) sono molto più brevi. Dimensione delle foglie: larghezza 3 – 5 mm; lunghezza 30 – 60 mm.
Infiorescenza. L'infiorescenza è composta da un unico capolino terminale. I capolini, solamente di tipo ligulifloro, sono formati da un involucro composto da diverse brattee (o squame) all'interno delle quali un ricettacolo fa da base ai fiori ligulati. L'involucro ha una forma più o meno cilindrica ed è formato da una serie di brattee minuziosamente ciliate all'apice. Il ricettacolo ha delle pagliette alla base dei fiori. Dimensioni delle brattee involucrali: larghezza 3 mm; lunghezza 11 mm.
Fiori. I fiori, tutti ligulati, sono tetra-ciclici (ossia sono presenti 4 verticilli: calice – corolla – androceo – gineceo) e pentameri (ogni verticillo ha in genere 5 elementi). I fiori sono ermafroditi, fertili e zigomorfi.
- Formula fiorale:

*/x K {\displaystyle \infty }, [C (5), A (5)], G 2 (infero), achenio
- Calice: i sepali del calice sono ridotti ad una coroncina di squame.
- Corolla: le corolle sono formate da un tubo ed una ligula terminante con 5 denti; il colore è giallo. Lunghezza della ligula: 14 mm.
- Androceo: gli stami sono 5 con filamenti liberi e distinti, mentre le antere sono saldate in un manicotto (o tubo) circondante lo stilo.[11] Le antere alla base sono acute. Il polline è tricolporato.[12]
- Gineceo: lo stilo è filiforme. Gli stigmi dello stilo sono due divergenti e ricurvi con la superficie stigmatica posizionata internamente (vicino alla base).[13] L'ovario è infero uniloculare formato da 2 carpelli.
- Antesi: da maggio ad agosto.

Frutti. I frutti sono degli acheni con pappo. Gli acheni, con un breve becco, hanno delle forme obovoidi-obconiche non compresse. Il pappo è formato da setole piumose in una sola serie. Dimensione dell'achenio: larghezza 0,5 - 0,7 mm; lunghezza dell'achenio: 3,5 - 6,5 mm. Lunghezza del pappo: 5 – 6 mm.

## Biologia
- Impollinazione: l'impollinazione avviene tramite insetti (impollinazione entomogama tramite farfalle diurne e notturne).
- Riproduzione: la fecondazione avviene fondamentalmente tramite l'impollinazione dei fiori (vedi sopra).
- Dispersione: i semi (gli acheni) cadendo a terra sono successivamente dispersi soprattutto da insetti tipo formiche (disseminazione mirmecoria). In questo tipo di piante avviene anche un altro tipo di dispersione: zoocoria. Infatti gli uncini delle brattee dell'involucro si agganciano ai peli degli animali di passaggio disperdendo così anche su lunghe distanze i semi della pianta.

## Distribuzione e habitat
- Geoelemento: il tipo corologico (area di origine) è Orofita (Italia, Corsica e Algeria).
- Distribuzione: in Italia questa specie è rara e si trova soprattutto sull'Appennino.
- Habitat: l'habitat preferito per queste piante sono le ghiaie e i pascoli sassosi.
- Distribuzione altitudinale: sui rilievi alpini, in Italia, queste piante si possono trovare da 650 a 2.500 m s.l.m..

### Fitosociologia
Per l'areale completo italiano Robertia taraxacoides appartiene alla seguente comunità vegetale:
Macrotipologia: vegetazione casmofitica, glareicola ed epifitica
Classe: Asplenietea trichomanis (Br.-Bl. in Meier & Br.-Bl. 1934) Oberdorfer, 1977
Ordine: Potentilletalia caulescentis Br.-Bl. in Br.-Bl. & Jenny, 1926
Alleanza: Saxifragion lingulatae (Rioux & Quézel, 1949) Loisel, 1951
Suballeanza: Globularienion incanescentis Barbero & Bono, 1973
Descrizione. La suballeanza Globularienion incanescentis è relativa alle comunità che si sviluppano nelle fessure delle rocce e sui affioramenti carbonatici ombrosi, esposti a nord. La cenosi è endemiche dell’Appennino tosco-emiliano e delle Alpi Apuane.
Specie presenti nell'associazione: Saxifraga callosa, Saxifraga paniculata, Saxifraga aizoides, Saxifraga exarata, Potentilla rupestris, Phyteuma hemisphaericum, Silene saxifraga, Silene lanuginosa, Valeriana saxatilis, Salix crataegifolia, Moltkia suffruticosa, Aquilegia bertolonii, Asperula aristata, Globularia incanescens, Robertia taraxacoides, Sedum monregalense, Leontodon anomalus, Hieracium villosum, Draba aizoides, Pinguicula leptoceras, Veronica aphylla, Rhamnus glaucophyllus, Artemisia nitida e Festuca robustifolia.

## Tassonomia
La famiglia di appartenenza di questa voce (Asteraceae o Compositae, nomen conservandum) probabilmente originaria del Sud America, è la più numerosa del mondo vegetale, comprende oltre 23.000 specie distribuite su 1.535 generi, oppure 22.750 specie e 1.530 generi secondo altre fonti (una delle checklist più aggiornata elenca fino a 1.679 generi). La famiglia attualmente (2021) è divisa in 16 sottofamiglie.

### Filogenesi
Il genere di questa voce appartiene alla sottotribù Hypochaeridinae della tribù Cichorieae (unica tribù della sottofamiglia Cichorioideae). In base ai dati filogenetici la sottofamiglia Cichorioideae è il terz'ultimo gruppo che si è separato dal nucleo delle Asteraceae (gli ultimi due sono Corymbioideae e Asteroideae). La sottotribù Hypochaeridinae fa parte del "quarto" clade della tribù; in questo clade è posizionata nel "core" del gruppo, vicina alle sottotribù Crepidinae e Chondrillinae.
I seguenti caratteri sono distintivi per la sottotribù:
- l'indumento delle piante è formato da peli grossolani;
- le setole del pappo hanno delle sporgenze laterali rigide costituite da un'unica cellula tubolare gigante.

Il nucleo della sottotribù Hypochaeridinae è l'alleanza Hypochaeris-Leontodon/Picris e formano (insieme ad altri generi minori) un "gruppo fratello". Rispetto a precedenti raggruppamenti delle Hypochaeridinae, diversi generi sono stati esclusi dalla circoscrizione rivista sulla base di recenti analisi filogenetiche molecolari. Il gruppo attualmente si presenta monofiletico (a parte l'enigmatica Prenanthes purpurea attualmente descritta nelle Lactucinae).
Il genere di questa voce, nell'ambito della sottostribù occupa una posizione vicina la "core"; in particolare risulta un clade "fratello" del gruppo Leontodon-Picris-Helminthotheca. Il genere è originario del Mediterraneo centrale ed è rappresentato da una sola specie. Tradizionalmente Robertia taraxacoides era stata inclusa in Hypochaeris come H. robertia, in una sua sezione H. sect. Roberta.  Analisi filogenetiche della sottotribù Hypochaeridinae hanno evidenziato che Robertia forma un lignaggio separato al di fuori del genere Hypochaeris, e che quindi è meglio trattarlo come un genere monospecifico separato.
I caratteri distintivi per le specie di questo genere sono:
- la lamina delle foglie è pennatosetta;
- le brattee dell'involucro sono lunghe fino a 3 - 6 volte la larghezza;
- il ricettacolo ha delle pagliette;
- il pappo è formato da peli piumosi in una sola serie.

Il numero cromosomico della specie è: 2n = 8.

### Sinonimi
Sono elencati alcuni sinonimi per questa entità:
- Hypochaeris robertia (Sch.Bip.) Fiori